# Paul Baudry

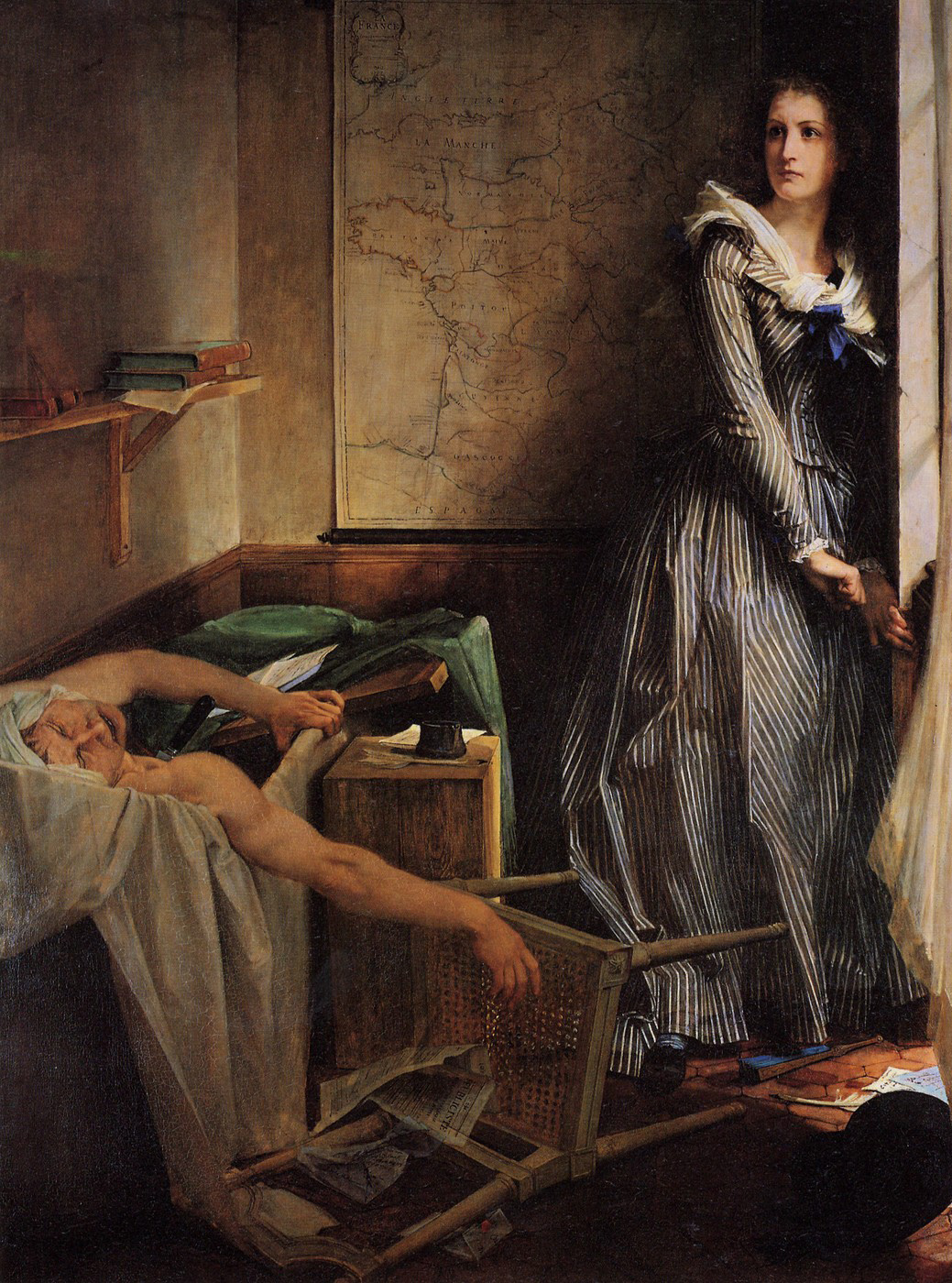
L'assassinat de Marat (1860)

Paul Jacques Aimé Baudry  (7 de novembre de 1828 -17 de gener de 1886), pintor francès, va ser un dels representants més cèlebres de l'academicisme durant el Segon Imperi Francés.

## Biografia
Fill d'un abarquer, Paul Baudry va néixer a La Roche-sud-Yon. Als setze anys, gràcies a una beca d'estudis municipal, va marxar a estudiar a París, on va poder ingressar a l'Escola Nacional Superior de Belles Arts de París l'any 1845.
El 1850 va rebre el Gran Premi de Roma per la seva pintura Zenobia trobada per pastors a la riba del riu Araxes. Aquest premi el va portar a una estada de diversos anys a Itàlia, en l'art del qual, principalment en el manierisme de Correggio i de Ticià, n'acabaria trobant una de les seves principals fonts d'inspiració. Aquesta influència marcarà les seves obres al llarg de tota la seva posterior carrera artística a França. Napoleó III li va encarregar la decoració de la casa de l'Òpera Garnier.
El 1886, després de completar un viatge per Orient, Baudry va morir a París, abans d'haver pogut executar el seu projecte de decoració del Panteó de París sobre Joana d'Arc. Dos dels seus col·legues Paul Dubois i Antonin Mercié van cooperar amb el seu germà, l'arquitecte Ambroise Baudry, erigint-li un monument funerari al cementiri del Père-Lachaise a París, on es troba enterrat.

## Característiques de la seva obra
Des de l'inici, el talent Baudry es revela estrictament acadèmic, al mateix temps ple d'elegància i refinament, però en certa manera una mica mancat d'originalitat.
Si bé va pintar també retrats i composicions mitològiques, Baudry va ser essencialment un muralista i va ser en aquesta parcel·la on va assolir un major prestigi, demostrant una gran mestria amb el domini del color, com es pot apreciar a la Cort de Cassació de París, al castell de Chantilly o al foyer  de l'Òpera Garnier. També va dur a terme la decoració de diversos hotels com el Fould, el Galliera o el Paivabut.

## Principals quadres
- L'assassinat de Marat (Museu de Belles Arts de Nantes)
- El bany de Venus (Museu de Belles Arts de Bordeus)
- L'embriaguesa de Noè (Museu Condé de Chantilly)
- La veritat (Museu d'Orsay)
- La visió de Sant Hubert (Museu Condé de Chantilly)
- Retrat d'Alfred Beurdeley (Museu d'Orsay)
- Retrat de Charles Garnier (Museu d'Orsay)
- Retrat de la comtessa de la Bédoyère (Museu Nacional del castell de Compiègne)
- Venus jugant amb l'Amor (Museu Condé de Chantilly)
- Zenobia trobada per pastors a la riba del riu Araxes (Escola de Belles Arts de París)
- La perla i l'ona (Museu del Prado)